# 史丹侯斯姆足球會
史丹侯斯姆足球會（Stenhousemuir Football Club）成立於1884年，是位於蘇格蘭福尔柯克小鎮斯坦豪斯摩尔（Stenhousemuir）的足球會，現時在蘇格蘭足球乙級聯賽參賽。

## 歷史
史丹侯斯姆由本地一支稱為希化流浪（Heather Rangers）的少年足球隊一群離隊球員於1884年組成，在1890年搬遷到奧克爾景觀公園球場（Ochilview Park）作為主場直到現今。
早於1887年球隊已被暱稱為「戰士」（The Warriors），但確切來源已不復記憶。史丹侯斯姆最初參加「米德蘭足球聯賽」（Midland Football League），其後轉投「中央足球混合賽」（Central Football Combination）及「中央足球聯賽」（Central Football League），直到1921年加入新成立蘇格蘭足球聯賽的乙組聯賽參賽。
在踏進20世紀之初，史丹侯斯姆亦進入球隊歷來最成功的時期，贏得1901年及1902年兩屆蘇格蘭資格賽盃（Scottish Qualifying Cup），更於1903年晉級蘇格蘭足總盃準決賽。雖然史丹侯斯姆未能奪得主要錦標，但球隊曾贏取9屆「史特靈郡盃」（Stirlingshire Cup），最近一次在2001/02年球季。
1951年11月7日史丹侯斯姆與喜百年對賽創造歷史，是蘇格蘭首場在汎光燈照明下進行晚間足球賽。史丹侯斯姆在聯賽最佳成績是1960/61年球季在乙組取得50分獲得季軍，更射入多達99個入球。近年最為人津津樂道的一場勝仗，是1972年在蘇格蘭聯賽盃作客埃布羅克斯球場以2-1擊敗這支班霸球隊，因球隊首回合主場以0-5大敗，故仍然被淘汰出局。
1994/95年球季史丹侯斯姆晉級蘇格蘭足總盃半準決賽，途中分別淘汰較高級別的聖莊士東及鴨巴甸，最終0-4不敵喜百年於八強止步。翌季球隊在蘇格蘭聯賽挑戰盃先後淘汰蒙特罗斯（Montrose）及登地，自1902年後首次晉身全國性盃賽的準決賽，再以2-1殺敗斯特灵（Stirling Albion）躋身決賽；1995年11月5日，2,500名史丹侯斯姆球迷佔據迈克蒂安米德公园球场（McDiarmid Park）一整個看台，對手為剛投資達200萬英鎊收購球員增強實力的登地聯，法定時間以至加時賽後雙方均未能破門，0-0和局終場，史丹侯斯姆在互射十二碼以5-4獲勝贏得首項重要錦標。
1998/99年球季史丹侯斯姆獲得丙組聯賽亞軍於降班一季後重返乙組，但球隊於2003/04年以墊底成績再次降班丙組。2005/06年球季於聯賽取得第3位有資格參加升班附加賽，準決賽兩回合累計0-1負於伯威克（Berwick Rangers）無緣晉級。2008/09年球季獲第4位再次參加升班附加賽，準決賽兩回合累計2-1擊敗昆士柏，決賽兩回合對考登比亞夫（Cowdenbeath）均踢成0-0平手，次回合加時賽後以互射十二碼決勝，史丹侯斯姆以5-4獲勝重返乙組。

## 榮譽
- 蘇格蘭資格賽盃（Scottish Qualifying Cup）
  - 冠軍：1900/01年、1901/02年；
- 蘇格蘭聯賽挑戰盃
  - 冠軍：1995年；

## 外部連結
- 史丹侯斯姆官網（页面存档备份，存于）